# Allium maghrebinum
Allium maghrebinum (цибуля магрибська) — вид рослин з родини амарилісових (Amaryllidaceae); поширений у Тунісі й Алжирі.

## Опис
Цибулина яйцювата або довго яйцювата, поодинока, парна або скупчена, 12–25(30) × 7–20(22) мм, із зовнішніми оболонками коричневого або червонувато-коричневого кольору. Стеблина жорстка, товста, прямовисна або прямовисно-висхідна, висотою 5–26 см, укрита листовими піхвами на від 3/4 довжини до цілком. Листків 3–5, ниткоподібні, субциліндричні, верхнє довше від суцвіття, довжиною 6–25 см, від ± голі або мало-волосаті. Суцвіття одностороннє, з 2−12(18) квітками на квітконосах довжиною 0.6−4.5 см. Оцвітина циліндрично-дзвінчаста, довжиною 7–8 мм; листочки оцвітини від пурпурувато-білого до рожевого кольору з пурупурною смужкою поблизу серединної жилки, лінійно-довгасті, суцільні шириною 1.8–2 мм, внутрішні шириною 1.5–1.7 мм. Тичинки з білими нитками, пиляки жовтувато-білі. Коробочка триклапна, куляста, 4 × 4 мм. 2n = 14.
Період цвітіння: середина серпня — вересень.

## Поширення
Поширений у центральному й північному Тунісі й північно-східний Алжирі.
Зазвичай трапляється на компактних ґрунтах прибережних і внутрішніх степових територій, що характеризуються дуже сухим кліматом, в межах термо-ксеричних луків та чагарникової рослинності.